# Boughton, Northamptonshire
Boughton är en ort och civil parish i Storbritannien.   Den ligger i grevskapet Northamptonshire i riksdelen England, i den södra delen av landet, 100 km nordväst om huvudstaden London. Boughton ligger 113 meter över havet och antalet invånare är 951.
Terrängen runt Boughton är platt. Runt Boughton är det mycket tätbefolkat, med 2 345 invånare per kvadratkilometer. Närmaste större samhälle är Northampton, 3,9 km söder om Boughton. Trakten runt Boughton består till största delen av jordbruksmark.